# Ptérois zèbre
Dendrochirus zebra
Espèce
Le ptérois zèbre, poisson-zèbre ou poisson-diable (Dendrochirus zebra) est une espèce de poissons marins de la famille des scorpaénidés que l'on trouve dans les eaux maritimes tropicales côtières de l'Indo-Pacifique jusqu'à 80 m de profondeur.

## Description
Le ptérois zèbre mesure jusqu'à 20 cm de long et se nourrit de poissons et de crustacés.

Ptérois zèbre ou poisson-diable
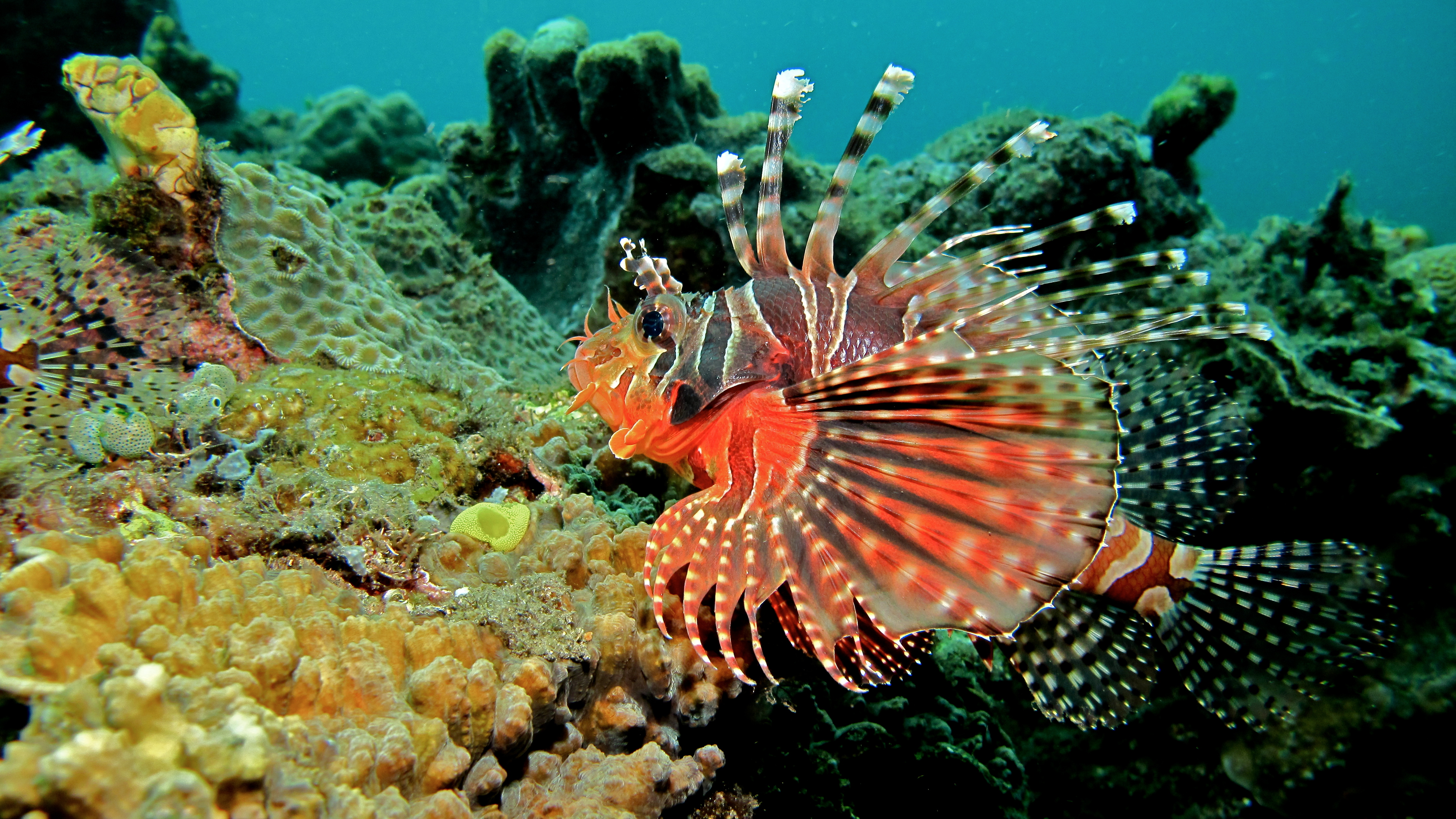
Sulawesi, Indonésie
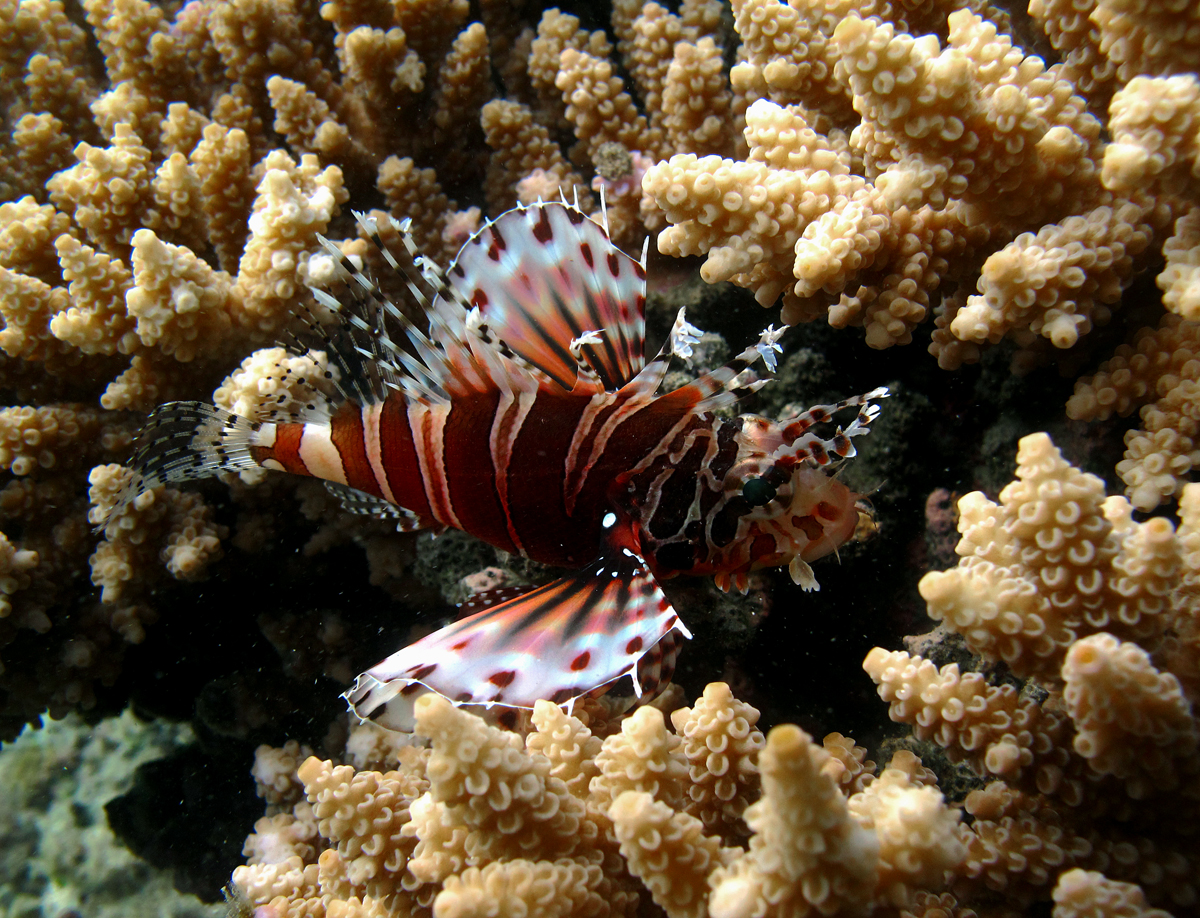
Île de la Réunion, France
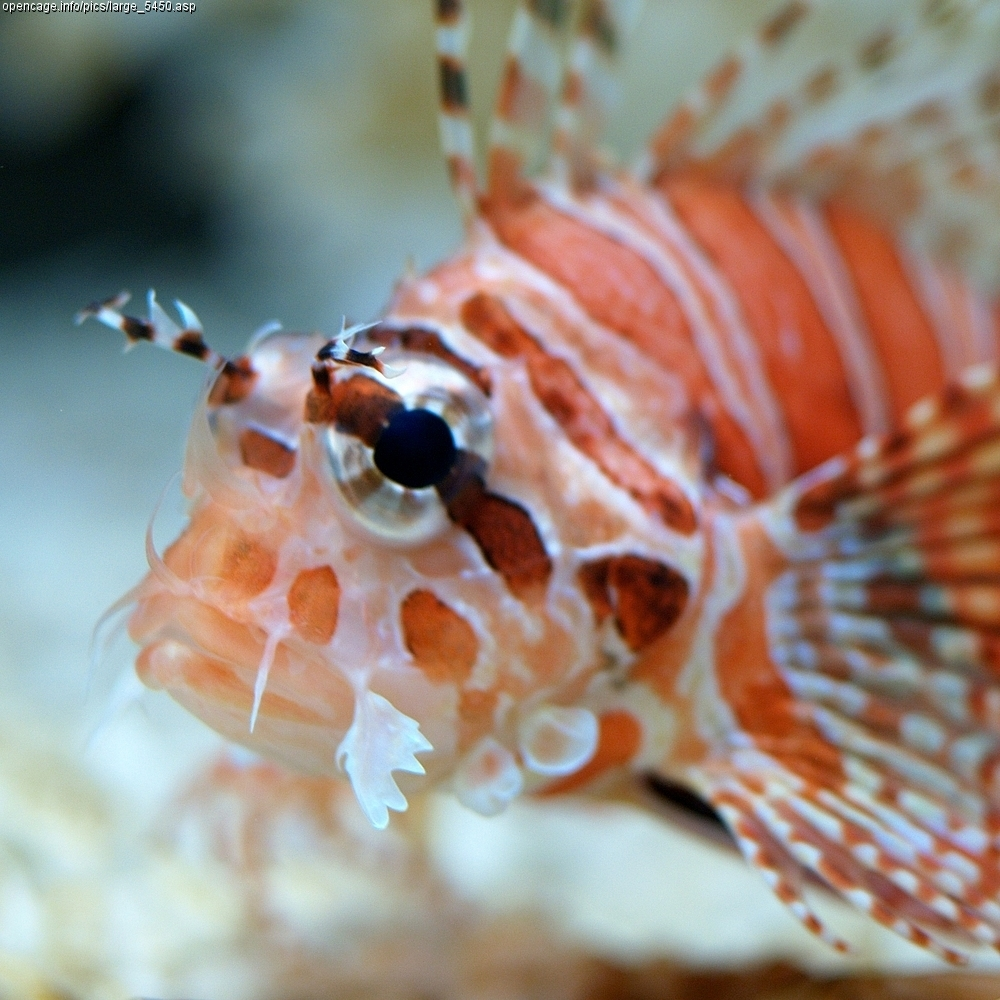
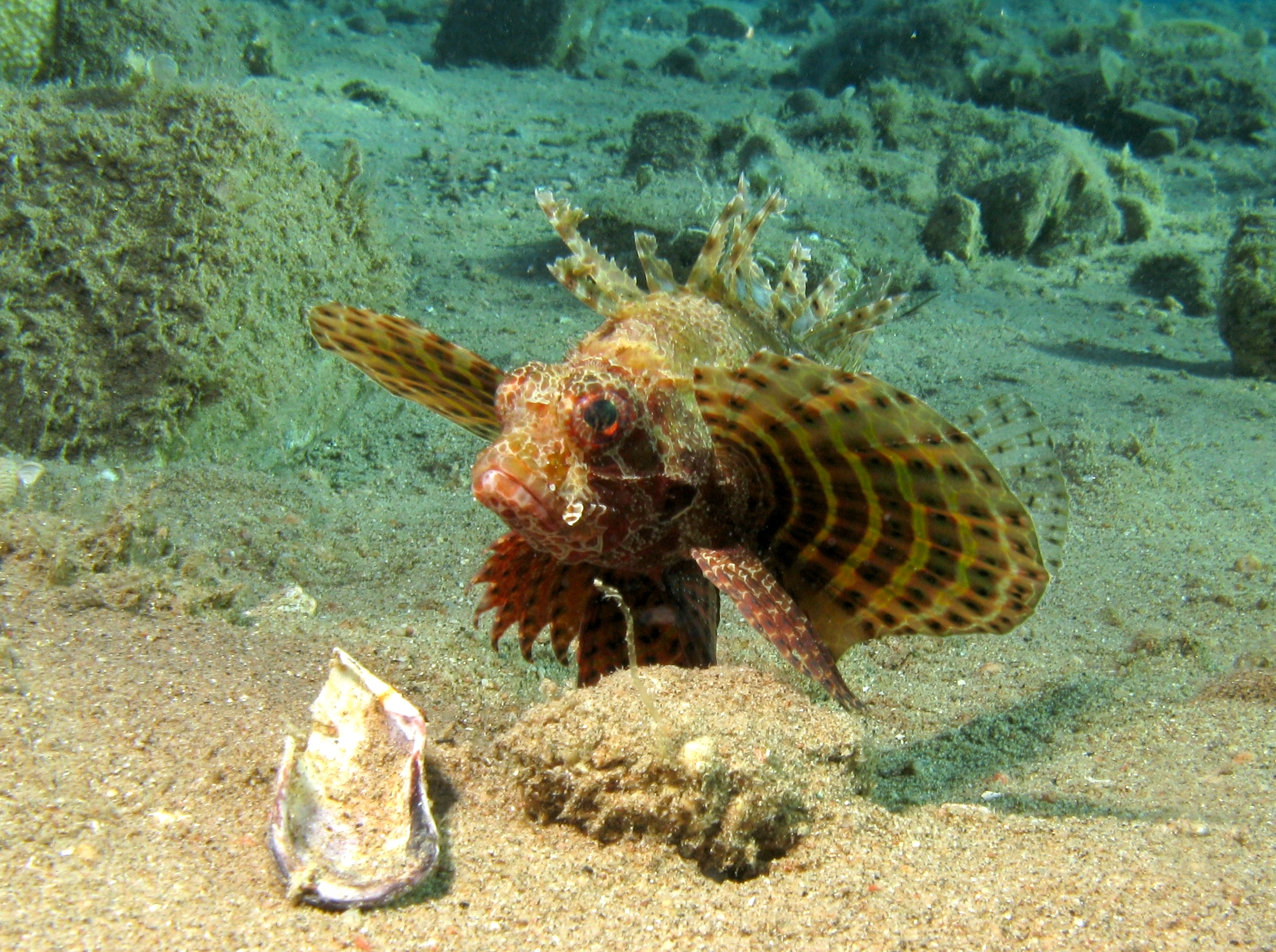

Il ressemble au premier abord au Pterois volitans (Rascasse volante) mais est plus petit mais s'en distingue par ses larges nageoires pectorales en éventail.